# Ett annat sätt att vara ung
Ett annat sätt att vara ung är en ungdomsroman som är skriven av Per Nilsson, 2000. Den har även gjorts om till film, Hannah med H.

## Handling
Huvudpersonen Hannah är 17 år. Hon vill inte vara som alla andra ungdomar, hon vill vara vuxen och välja sitt liv. Skolan är bara slöseri med tid tycker hon så hon skolkar ofta. Så träffar hon gymnasieläraren Per på ett kafé. Sen träffar hon också skinnskallen Andreas, den lilla flickan Milena och hennes storebror Eldin. Tre män/killar verkar nu intresserade av Hannah. Så börjar Hannah få anonyma telefonsamtal som gör henne illa till mods. Vem kan hon lita på och vem vill henne illa?